# Europa Galante
L'Europa Galante è un ensemble strumentale italiano specializzato nella musica barocca, galante e classica.

## Storia
Fondata nel 1990 dal violinista Fabio Biondi, l'orchestra esegue la musica su strumenti d'epoca.
Europa Galante si esibisce nelle più importanti sale da concerto e teatri del mondo: dalla Scala di Milano all'Accademia nazionale di Santa Cecilia a Roma, dalla Suntory Hall a Tokyo al Concertgebouw di Amsterdam, dalla Royal Albert Hall di Londra al Lincoln Center di New York, dal Théâtre des Champs Élysées a Parigi, alla Sydney Opera House.
In Italia collabora con l'Accademia di Santa Cecilia nel recupero di opere vocali del ‘700 italiano quali la Passione di Gesù Cristo di Antonio Caldara, Sant'Elena al Calvario di Leonardo Leo e Gesù sotto il Peso della Croce di Gian Francesco de Majo. Nell'ambito di questa collaborazione, nel 2009 inaugura la stagione a Roma con l'oratorio di Alessandro Scarlatti La Santissima Annunziata.
Europa Galante si è anche impegnata particolarmente nella diffusione della musica di Alessandro Scarlatti con numerosi Oratori e Opere tra le quali, in collaborazione con il Festival Scarlatti di Palermo: Massimo Puppieno, Il Trionfo dell'Onore, Carlo Re d'Alemagna e La Principessa Fedele.
Nel 2002, Fabio Biondi e Europa Galante hanno ottenuto il Premio Abbiati della critica musicale italiana per l'insieme dell'attività concertistica e per l'esecuzione del Trionfo dell'Onore.
Nel 2004, il Premio Scanno per la Musica è stato assegnato a Fabio Biondi e Europa Galante in considerazione dei meriti acquisiti da questo ensemble, uno dei gruppi musicali più autorevoli in campo internazionale.
Nel 2009, Europa Galante è presente nelle grandi sale - Théâtre des Champs Élysées, Wien Konzerthaus  – così come nei grandi Festival – Festival de Radio France et Montpellier, Festival di Salisburgo, Festival di Cuenca, Settimana Musicale Senese. In una lunga tournée europea – Spagna, Polonia, Austria, etc. – ha presentato in questa stagione l'oratorio di Nicola Fago Il Faraone Sommerso.
Nella Stagione 2009/2010 l'orchestra si esibisce in paesi quali Spagna, Inghilterra, Francia, Germania, Paesi Bassi, così come negli Stati Uniti (Carnegie Hall, Los Angeles Disney Hall) e America Latina.

## Organico
L'organico di Europa Galante varia dal trio alla formazione orchestrale classica passando per il quintetto d'archi e una formazione barocca di 14 elementi (archi e basso continuo).
Formazione iniziale, 1991:
- Fabio Biondi, violino solista e Direttore
- Silvia Falavigna, violino
- Haim Fabrizio Cipriani, violino
- Silvia Mondino, violino
- Silvia Cantatore, violino
- Luca Ronconi, violino
- Robert Brown, viola
- Ettore Belli, viola
- Maurizio Naddeo, violoncello
- Antonio Fantinuoli, violoncello
- Lorenz Duftshmid, contrabbasso
- Rinaldo Alessandrini, clavicembalo
- Maurice Steger, flauto dolce solista

## Discografia
Dal 1998, e dopo un'importante discografia edita in collaborazione con la casa discografica francese Opus 111, Europa Galante collabora in esclusiva con Virgin Classics per la quale ha pubblicato numerosi dischi vincitori di riconoscimenti internazionali da parte della critica specializzata. La presente discografia non include dischi fuori raccolta, cofanetti e riedizioni.
- 1991 - Antonio Vivaldi, Le Quattro Stagioni, versione di Manchester (Opus 111) - Diapason d'Or
- 1992 - Alessandro Scarlatti, Cain overo il primo omicidio, oratorio, con Gloria Banditelli, Cristina Miatello e il Concerto Italiano, dir. Rinaldo Alessandrini (Opus 111, 2CD)
- 1993 - Antonio Vivaldi, Concertos for strings, con Fabrizio Cipriani, Maurizio Naddeo e Antonio Fantinuoli, Rinaldo Alessandrini (Opus 111)
- 1995 - Alessandro Scarlatti, Humanità e Lucifero, con Rossana Bertini, Gloria Banditelli e Silvia Piccollo (Naïve)
- 1996 - Antonio Vivaldi, Sonate di Dresda, con Rinaldo Alessandrini e Maurizio Naddeo (Opus 111)
- 1997 - Antonio Vivaldi, L'Estro Armonico (Virgin Classics "Veritas", 2CD)
- 1998 - Antonio Caldara, La Passione di Gesù Cristo Signor Nostro, con Patricia Petibon, Laura Polverelli, Francesca Pedaci e Sergio Foresti (Virgin Classics "Veritas")
- 1998 - Johann Sebastian Bach, Cantatas & Arias, con Ian Bostridge, tenore (Virgin Classics)
- 1999 - Antonio Vivaldi, La Tempesta di mare (Virgin Classics "Veritas")
- 2001 - Antonio Vivaldi, Il Cimento dell'armonia e dell'inventione (Virgin Classics "Veritas")
- 2002 - Antonio Vivaldi, Concerti (Opus 111) - Diapason d'Or
- 2002 - Alessandro Scarlatti, Concerti & Sinfonie (Virgin Classics "Veritas") - Diapason d'Or
- 2002 - Antonio Vivaldi, Stabat Mater; Nisi Dominus; Longe mela, con David Daniels (Virgin Classics "Veritas") - Diapason d'Or
- 2002 - Antonio Vivaldi, Concerti per mandolini; Concerto con molti strumenti (Virgin Classics "Veritas")
- 2002 - Italian Violin Sonatas, musiche di Francesco Maria Veracini, Pietro Antonio Locatelli, Michele Mascitti, Francesco Geminiani e Giuseppe Tartini (Virgin Classics "Veritas")
- 2003 - Antonio Vivaldi, The Four Seasons (Virgin Classics "Veritas")
- 2003 - Luigi Boccherini, Guitar Quintets; String Quartet (Virgin Classics "Veritas")
- 2003 - Arcangelo Corelli, Concerti grossi, op. 6 (Naïve)
- 2004 - Antonio Vivaldi, Motets, con Patrizia Ciofi (Virgin Classics "Veritas")
- 2004 - Alessandro Scarlatti, La Santissima Trinità, oratorio, con Roberta Invernizzi, Véronique Gens, Paul Agnew, Roberto Abbondanza (Virgin Classics "Veritas")
- 2005 - Antonio Vivaldi, Bajazet, con Patrizia Ciofi, David Daniels e Vivica Genaux (Virgin Classics, 2CD)
- 2005 - Antonio Vivaldi, Concerti con molti strumenti, vol. 2 (Virgin Classics)
- 2006 - Wolfgang Amadeus Mozart, Violin Concertos 1-3 (Virgin Classics)
- 2006 - Giovanni Battista Pergolesi, Stabat Mater, con David Daniels e Dorothea Röschmann (Virgin Classics)
- 2007 - Antonio Vivaldi, Concerti per viola d'amore (Virgin Classics)
- 2007 - Improvisata. Sinfonie con titoli, musiche di Antonio Vivaldi, Giovanni Battista Sammartini, Luigi Boccherini, Carlo Monza e Giuseppe Demachi (Virgin Classics)
- 2009 - Luigi Boccherini, Trio, quartet, quintet & sextet for strings (Virgin Classics)
- 2009 - Antonio Vivaldi, Pyrotechnics. Opera Arias, con Vivica Genaux (Virgin Classics)